# Héron (Andelle)
Der Héron (manchmal auch ohne Akzent geschrieben) ist ein kleiner Fluss in Frankreich, der größtenteils im Département Seine-Maritime in der Region Normandie verläuft. Er entspringt an der Gemeindegrenze von Buchy und Héronchelles, entwässert generell Richtung Süden, erreicht in seinem Mündungsabschnitt bei Elbeuf-sur-Andelle das Tal der Andelle, verläuft jedoch weiter parallel zur Andelle durch ein Erholungsgebiet mit vielen Fischteichen, wechselt dann auf einer Länge von etwa 300 Metern ins Département Eure und mündet schließlich nach insgesamt rund 14 Kilometern an der Gemeindegrenze von Vascœuil und Croisy-sur-Andelle als rechter Nebenfluss in die Andelle.
Der Héron ändert in seinem Lauf mehrmals seinen Namen: So heißt er im Oberlauf Chef-de-l’Eau, im Mittellauf wird er Héronchelles genannt und erst im Unterlauf nimmt er seinen definitiven Namen an.

## Orte am Fluss
(Reihenfolge in Fließrichtung)
- Chef de l’Eau, Gemeinde Héronchelles
- Héronchelles
- Rebets
- Le Mesnil, Gemeinde Le Héron
- Le Héron
- Elbeuf-sur-Andelle
- Croisy-sur-Andelle